# Henry Clinton (1730–1795)

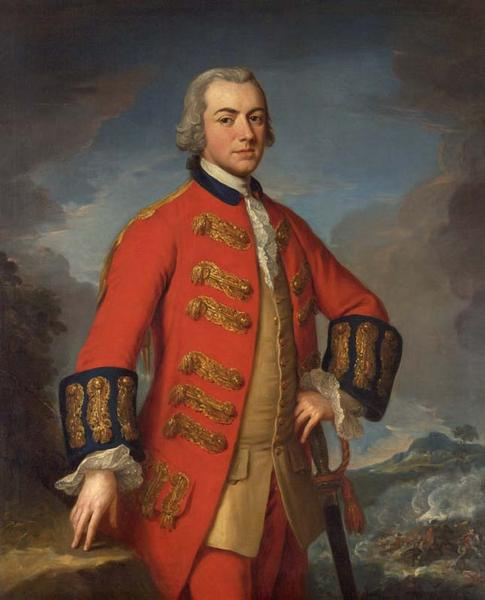
Sir Henry Clinton

Henry Clinton (ur. 1730, zm. 23 grudnia 1795) – brytyjski generał.
Jego ojcem był admirał George Clinton. 
Gdy trwała wojna siedmioletnia (1756–1763) wyróżnił się jako adiutant księcia Ferdynanda Brunszwickiego (w latach 1760–1762). W 1772 roku otrzymał rangę generała. W latach 1772–1774 był posłem do parlamentu.
W 1775 generałowie Clinton, William Howe i John Burgoyne przybyli, by swymi wojskami wzmocnić siły brytyjskie w Ameryce Płn. przed spodziewaną wojną z kolonistami. Wyróżnił się w bitwie o Bunker Hill (1775), za co awansował na najważniejszego dowódcę po gen. Howe’em. Z kolei za swój udział w bitwie pod Long Island (1776) został mianowany generałem-pułkownikiem (Lieutenant General) i uzyskał szlachectwo. W 1776 Clinton bez powodzenia atakował Sullivans Island niedaleko Charleston i zdobył Newport.
W latach 1778–1782 był naczelnym dowódcą sił brytyjskich w Ameryce. Brał udział w wyprawie na Nowy jork, którą prowadził William Howe w sierpniu 1776 roku. Często krytykował metody walki Howe’a. W maju 1778 roku zastąpił go ostatecznie na stanowisku naczelnego dowódcy wojsk brytyjskich w Ameryce, gdy Howe przegrał pod Saratogą.
Klęska pod Saratogą spowodowała przyłączenie się Francji do wojny, dowództwo nakazało więc Clintonowi odesłanie 5.000 żołnierzy ze swej armii do obrony Karaibów. Z tak uszczuploną armią musiał wycofać się spod Filadelfii, jednak nadal mógł skutecznie walczyć z Washingtonem, co udowodniła m.in. bitwa o Monmouth. Nową kwaterę główną założył w Nowym Jorku. W 1779 przeniósł teatr działań wojennych na południe. On i gen. Charles Cornwallis zdobyli Charleston w 1780. Następnie Clinton powrócił do Nowego Jorku. Obaj dowódcy nieustannie się ze sobą kłócili.
W 1781 roku nie przyszedł z pomocą gen. Cornwallisowi oblężonemu w Yorktown, co pogrążyło całą kampanię. W tym samym roku Clinton dobrowolnie złożył dowództwo i powrócił do Anglii, gdzie opublikował swoje Narrative by uzasadnić w nich swoje wojenne postępowanie. W 1790 powrócił do o Izby Gmin. W roku 1794 został mianowany gubernatorem Gibraltaru. Zmarł w Kornwalii w 1795, zanim jeszcze wyruszył do Gibraltaru.